# Амабиле, Люция
Люци́я Ама́биле  (порт. Lucia Amabile), монашеское имя — Паули́на Умира́ющего Се́рдца Иису́са (порт. Paulina do Coração Agonizante de Jesus; 16 декабря 1865, Виголо-Ваттаро, Трентино-Альто-Адидже — 9 июля 1942, Ипиранга) — святая Римско-Католической Церкви, монахиня, основательница женской монашеской конгрегации «Малые Сёстры Непорочного Зачатия». Почитается в Католической Церкви покровительницей больных диабетом.

## Биография
В 1875 году, в возрасте 10 лет, вместе с родителями приехала в Бразилию. С 1890 года работала в больнице санитаркой. В 1895 году местный католический епископ утвердил устав женской монашеской конгрегации «Малые Сёстры Непорочного Зачатия», Люция Амабиле вступила в эту новую монашескую конгрегацию, взяв себе монашеское имя Паулина Сердца Иисуса, Через некоторое время она стала первой настоятельницей новообразованной конгрегации. Главной своей деятельностью монахини новой конгрегации объявили заботу и помощь сиротам. С 1909 года Люция Амабиле, будучи настоятельницей, работала на монастырской кухне.

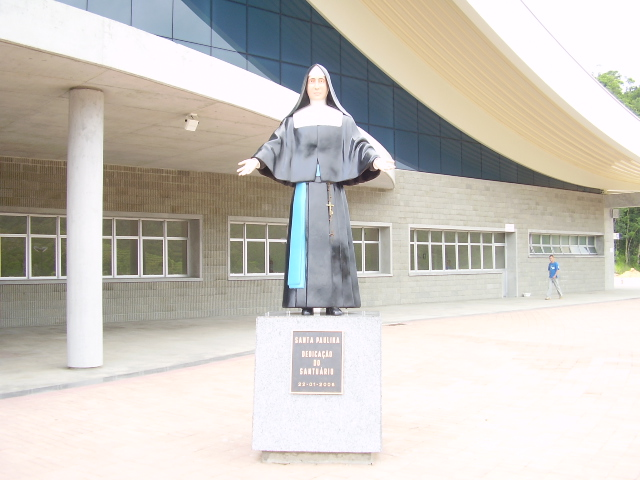
Памятник Святой Паулине в Нова-Тренту, Бразилия

В 1934 году из-за болезни ей ампутировали правую руку. Паулина Сердца Иисуса умерла 9 июля 1942 года.

## Прославление
18 октября 1991 года Паулина Сердца Иисуса была причислена к лику блаженных папой Иоанном Павлом II, им же 19 мая 2002 года была причислена к лику святых.
День памяти в католической Церкви — 9 июля.